# ホムス包囲戦
ホムス包囲戦（ホムスほういせん）とは、シリア内戦下のホムスで2011年から2017年にかけて行われた戦闘。ホムス旧市街を中心とした地区に立てこもる反体制派に対してシリア政府軍が兵糧攻めや市街戦を展開した。

## 概要
ホムスはホムス県の県庁所在地である。バッシャール・アル＝アサド政権の牙城・海岸部とアレッポや首都ダマスカスを繋ぐ、軍事・交通・商業上の要衝。織物や宝石などの工業製品、大麦・タマネギなどの農産物を産する。近郊に世界遺産クラク・デ・シュバリエがある。
シリア騒乱が勃発するとホムスでもデモが行われた。2012年2月に政府軍がホムスを爆撃したことから各地で反体制派との全面衝突に発展した。
ホムスは「革命の首都」と呼ばれ、反体制派の重要拠点のひとつだった。政府もホムスを重要視しており、政府軍が劣勢の時にはダマスカス-ホムスを結ぶ幹線道路の維持に戦力が投入された。

## 展開
2011年、シリア騒乱が始まるとホムスは反体制派の拠点となった4月、ホムスの反体制デモの参加者、少なくとも11人が治安部隊により殺された。これにより抗議活動が激化し、アルサー広場に2万人以上が集結した。広場にはテントが設営されアサドが大統領から退陣するまで広場から一歩も動かないと宣言された。これは、エジプトの大統領ホスニ・ムバラクを退陣させた2011年エジプト革命を模倣したもので、活動家の中にはアルサー広場をエジプトの広場にちなみ「タハリール広場」に改名したと語る者もいた。アサドは妥協案として新内閣を発足させ、非常事態法の廃止など一連の改革を発表した。しかし反体制派は、更なる改革を求めてデモを継続した。政府側はホムスを包囲し、ババアムロ地区などを支配する反体制派に砲撃を加えた。
2012年2月、マーヘル・アル＝アサド率いる第4機甲師団がホムスのババアムル地区を攻撃した。3月には第4機甲師団がババアムル地区を制圧した。この時点までにホムスに物資を運び込む最後の手段になっていた地下送水路が政府軍の砲撃で破壊され、ホムスの反体制派支配地域は完全に孤立した。自由シリア軍司令官リヤード・アル＝アサドは、反体制派は「残った民間人を守るため、戦略的に撤退した」と述べた。
6月、ホムス近郊ハリディエやジューラトゥ・シーア地区で政府軍の攻撃が激化し、食料や物資の不足した反体制派は追い詰められた。反体制派の関係者は国際連合の軍事介入を要求した。
7月、ホムスの自由シリア軍統合司令部は「政権側を降伏に追い込む」ために、「シリア全土にある治安部隊、軍、シャビハの全ての検問所を包囲し、激しい戦闘を行って彼らを壊滅させる」と宣言、総攻撃作戦「ダマスカスの火山とシリアの地震」の開始を発表した。
しかし、シリア政府軍はヒズボラの支援を受けてハルディヤに激しい戦闘を加え、占領した。これによりホムスの反体制派が支配する地区はほぼ旧市街にある複数の地区を残すのみとなった。
2013年1月、ジュネーブで開かれている内戦終結に向けた国際会議で、数か月にわたり政府軍が包囲するホムスの反体制派支配地域から、女性や子供を安全に避難させることが同意された。これは同会議で初となる具体的な約束となった。また、シリア赤新月社によって旧市街の反体制派支配地域で2年近く身動きが取れなくなっている住民らに、初の人道支援物資（食糧や医薬品など）を届けられた。このとき、何者かが赤新月社の車両を攻撃した。
2014年5月、ホムス旧市街から反体制派が個人の武器を持ったまま撤退した。反体制派戦闘員と政府が取り決めに基づいて1度は制圧した地域から撤退する初めての例となった。また、イラン大使が仲介した交渉を経てシリア政府と反体制派が合意文書に署名したのも今回が初めてとなった。これと引き換えに、ホムス以外の場所で反体制派に拘束されていたアラウィー派の女性・子供40人、イラン女性1人、シリア軍兵士30人が解放された。しかし、反体制派に包囲されているアレッポ県ヌボルとザワラへの食料輸送が止められたので、最後の250人がバスで撤退するのが遅れた。ホムス旧市街はシリア騒乱下で当時最も長期間にわたって包囲された所になっていた。包囲下の街は砲爆撃を受けて破壊された。多くの建物の外壁は破壊され、わずかに残る壁は多くの弾痕が刻まれた。戦闘などで約2200人が死亡し、生き残った人は雑草などを食べて飢えをしのいでいた。反体制派が撤退した旧市街ハミディーエ地区には元から住んでいたキリスト教徒数百人が帰還した。
2015年12月、ホムスで最後に残る反体制は支配地域のワエル地区から反体制は戦闘員とその家族2000人が撤退した。彼らは反体制派が支配する別の地域へ移った。
2017年5月、ワエル地区に残っていた最後の反体制派が撤退し、政府軍が完全にホムスの支配権を回復させた。